# Jordan Township (Illinois)
Die Jordan Township ist eine von 22 Townships im Whiteside County im Nordwesten des US-amerikanischen Bundesstaates Illinois. Im Jahr 2010 hatte die Jordan Township 899 Einwohner.

## Geografie
Die Jordan Township liegt im Nordwesten von Illinois, rund 50 km östlich des Mississippi, der die Grenze zu Iowa bildet. Die Grenze zu Wisconsin befindet sich rund 70 km nördlich.
Die Jordan Township liegt auf 41°53′17″ nördlicher Breite und 89°41′31″ westlicher Länge und erstreckt sich über 92,71 km². Von Nord nach Süd wird die Township vom Elkhorn River durchflossen.
Die Jordan Township liegt im äußersten Nordosten des Whiteside County und grenzt im Norden an das Carroll, im Nordosten an das Ogle sowie im Osten an das Lee County. Innerhalb des Whiteside County grenzt die Jordan Township im Süden an die Sterling Township, im Südwesten an die Hopkins Township sowie im Westen an die Genesee Township.

## Verkehr
Durch den Südosten der Township führt die Illinois State Route 40. Alle weiteren Straßen sind County Roads oder weiter untergeordnete und zum Teil unbefestigte Fahrwege.
Mit dem Whiteside County Airport befindet sich ein kleiner Flugplatz rund 15 km südlich der Jordan Township. Die nächstgelegenen größeren Flughäfen sind der rund 70 km nordöstlich gelegene Chicago Rockford International Airport und der rund 100 km südwestlich gelegene Quad City International Airport.

## Demografische Daten
Nach der Volkszählung im Jahr 2010 lebten in der Jordan Township 899 Menschen in 343 Haushalten. Die Bevölkerungsdichte betrug 9,7 Einwohner pro Quadratkilometer. In den 343 Haushalten lebten statistisch je 2,62 Personen. 
Ethnisch betrachtet setzte sich die Bevölkerung zusammen aus 96,6 Prozent Weißen, 0,3 Prozent Afroamerikanern, 0,1 Prozent (eine Person) amerikanischen Ureinwohnern, 1,4 Prozent Asiaten sowie 0,8 Prozent aus anderen ethnischen Gruppen; 0,8 Prozent stammten von zwei oder mehr Ethnien ab. Unabhängig von der ethnischen Zugehörigkeit waren 4,1 Prozent der Bevölkerung spanischer oder lateinamerikanischer Abstammung. 
24,4 Prozent der Bevölkerung waren unter 18 Jahre alt, 56,7 Prozent waren zwischen 18 und 64 und 18,9 Prozent waren 65 Jahre oder älter. 48,3 Prozent der Bevölkerung war weiblich.
Das mittlere jährliche Einkommen eines Haushalts lag bei 58.295 USD. Das Pro-Kopf-Einkommen betrug 22.306 USD. 4,3 Prozent der Einwohner lebten unterhalb der Armutsgrenze.

## Orte
Neben Streubesiedlung existiert in der Jordan Township mit Penrose eine (gemeindefreie) Siedlung.